# 松浪和夫
松浪 和夫（まつなみ かずお、1965年 - ）は、日本の小説家。福島県生まれ。福島大学経済学部卒業。
大学卒業後、銀行に勤務。1989年退行後、執筆をはじめる。1992年、「エノラゲイ撃墜指令」で第4回日本推理サスペンス大賞佳作に選ばれる。選考委員の逢坂剛は「才能のきらめきは1番」「今後かならず出て来る人」と評した。2006年、『導火線』で第9回大藪春彦賞の候補作になる。

## 作品リスト
- エノラゲイ撃墜指令（1992年2月 新潮社）
- 摘出（1997年7月 講談社 / 2000年7月 講談社文庫）
- 非常線（2003年1月 講談社 / 2006年1月 講談社文庫）
- 核の柩（2004年2月 講談社 / 2007年2月 講談社文庫）
- 導火線（2006年9月 徳間書店 / 2011年11月 徳間文庫）
- 刑事魂（2011年4月 講談社）
  - 【改題・分冊】警官魂 激震篇（2012年2月 講談社文庫）
  - 【改題・分冊】警官魂 反撃篇（2012年2月 講談社文庫）
- 魔弾 警視庁特捜官 (2016年4月 徳間文庫)

## 映像化作品
テレビドラマ
- 刑事魂（2012年3月31日、テレビ朝日系、主演：高橋克典）[2]